# Geological Magazine
Geological Magazine (с англ. — «Геологический журнал») — англоязычный рецензируемый научный журнал в сфере наук о Земле, издаётся с 1864 года.
Импакт-фактор по итогам 2022 года составляет 2.3.

## О журнале
Основан в 1864 году сотрудником Британского музея Генри Вудвардом, первым главным редактором стал член Академии естественных наук Филадельфии (ныне университета Дрекселя) и Королевского общества Томас Руперт Джонс. «Geological Magazine» стал переосмыслением издававшегося ранее «The Geologist» (1858—1864), но не поимевшего успеха. Изначально журнал публиковало издательство Longman & Co. и до 1970 года сменило несколько издательств. С 1970 года и по настоящее время журнал публикует издательство Кембриджского Университета.
Принимает к печати научные статьи, связанные с геологией и науками о Земле в нескольких категориях: оригинальные статьи, короткие сообщения, обзорные статьи, обсуждения статей и рецензии на книги. Время от времени журнал публикует тематические выпуски, в которых собраны статьи по отдельным темам и направлениям.
В 2023 году перешёл на модель Golden Open Access.